# Zoltán Berczik

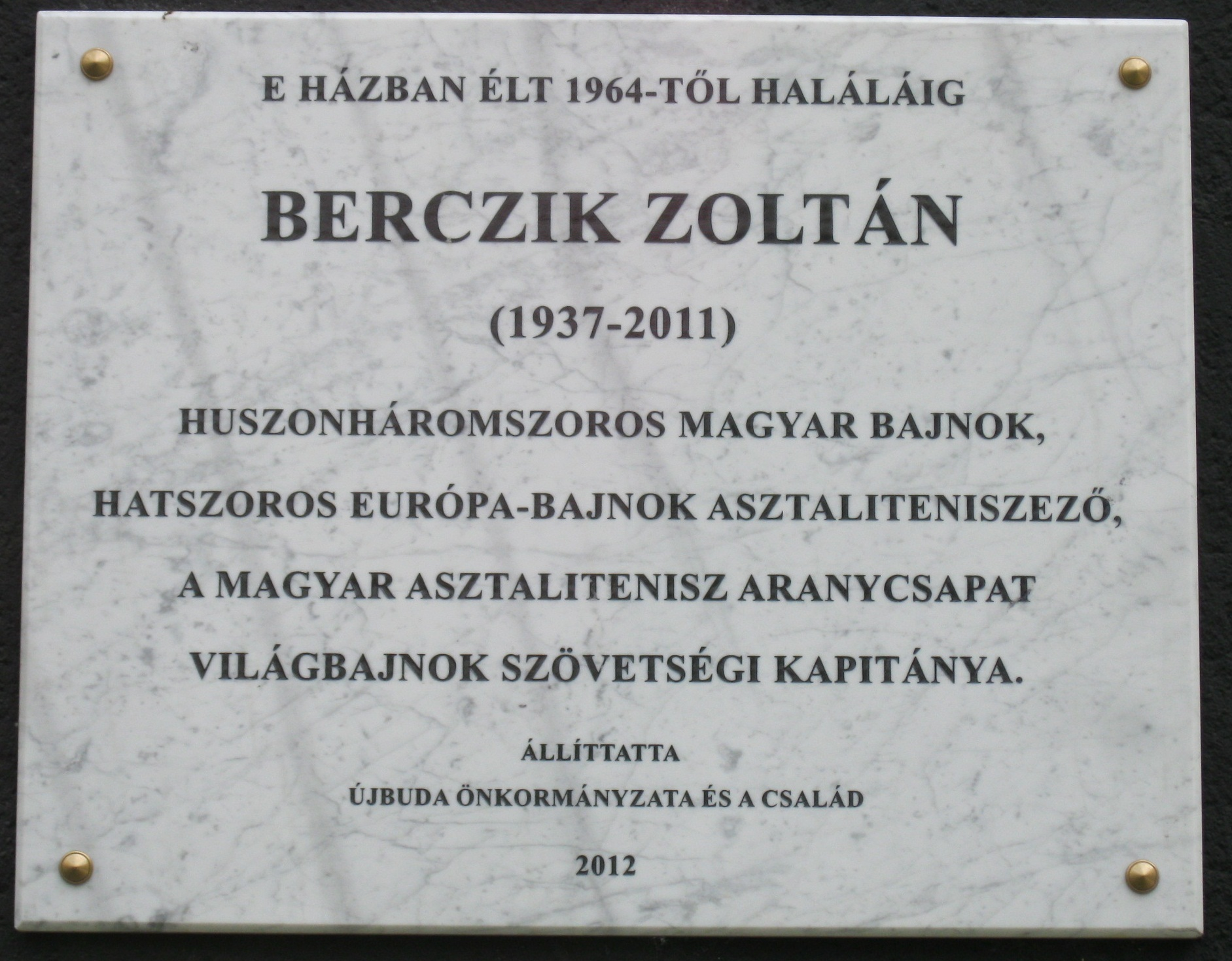
Imagem do Túmulo do meso-enista húngaro Zoltán Berczik.

Zoltán Berczik (7 de agosto de 1937 - 11 de janeiro de 2011) foi um mesa-tenista húngaro.
No final da década de 1950, venceu as duas primeiras edições do Campeonato Europeu de Tênis de Mesa.